# 蔺店镇
蔺店镇，亦作吝店镇，是中华人民共和国陕西省渭南市临渭区下辖的一个乡镇级行政单位。
2011年，凭信乡被撤销，辖境并入蔺店镇。

## 行政区划
蔺店镇下辖以下地区：
蔺店村、蔺南村、常庄村、程曹村、胡家村、石佛村、刁刘村、红花店村、李十三村、金马村、华莲村、殿王韩村、时赵村、小钟寨村、红池村、高庙村、贾家村、荆村、永乐村、赵家村、凭南村、凭北村、景贤村、庙合村、义石村、大兴村、钟南村、钟北村、武家村、总旗村、瓦子店村和蒲阳村。